# Liste der Flaggen im Landkreis Tuttlingen
Diese Liste beinhaltet alle Flaggen im Landkreis Tuttlingen in Baden-Württemberg.
In Baden-Württemberg werden zweibahnige Flaggen verliehen, deren Farben den Wappenfarben entsprechen. Dabei wird oft als erste Farbe der Flagge (links vom Betrachter) die Farbe der Wappenfigur und als zweite Farbe die des Wappengrundes genommen. Flaggen, die vor Inkrafttreten der deutschen Gemeindeordnung 1935 geführt wurden, dürfen beibehalten werden, auch wenn diese nicht den heutigen Bestimmungen in Baden-Württemberg entsprechen.

## Landkreis Tuttlingen
| Landkreis            | Flagge | Kommentare |
| Landkreis Tuttlingen |        | Wappen am 28. Februar 1961 vom Innenministerium verliehen, am 12. Oktober 1973 vom Innenministerium neu verliehen: „In geteiltem Schild oben in Gold (Gelb) eine liegende schwarze Hirschstange, unten in Blau ein unterhalbes vierspeichiges goldenes (gelbes) Rad.“ Flagge: Gelb-Blau. |

## Flaggen der Städte im Landkreis Tuttlingen
| Stadt                  | Flagge | Kommentare |
| Fridingen an der Donau |        | Hohenbergisches Wappen mit damasziertem unterem Feld in Siegeln seit dem 16. Jahrhundert. Geteilter Schild wurde zu Wappen mit Schildhaupt in Siegeln aus dem 19. Jahrhundert. Wappen mit rotem Schildhaupt und von Rot und Silber gerautetem Feld im Jahre 1938 festgelegt. Wappen und Flagge am 19. Juni 1963 vom Innenministerium verliehen: „In geteiltem Schild oben Silber (Weiß), unten von Rot und Silber (Weiß) senkrecht gerautet.“ Flagge: Weiß-Rot. |
| Geisingen              |        | Flagge: Weiß-Rot-Gelb. |
| Mühlheim an der Donau  |        | Wappenbild im ältesten Siegel von 1266: „In Silber (Weiß) ein vierspeichiges schwarzes Mühlrad.“ Flagge: Blau-Weiß. |
| Spaichingen            |        | Von Rot und Silber geteiltes Wappen mit halbem goldenem Rad im unteren Feld am 28. September 1482 vom Erzherzog Sigismund von Österreich verliehen und 1490 von König Maximilian I. bestätigt. Halbes Rad mit österreichischem Bindenschild spätestens im 18. Jahrhundert im Siegel. Heutiges Wappen in der ersten Hälfte des 19. Jahrhunderts angenommen: „In geteiltem Schild oben von Silber (Weiß) und Rot geteilt, unten in Silber (Weiß) ein unterhalbes achtspeichiges schwarzes Rad.“ Flagge: Weiß-Rot, Rot-Weiß.                                                                                                |
| Trossingen             |        | Siegel von 1715 und älteste Wappendarstellung zeigen in gespaltenem Schild vorne württembergische Hirschstangen, hinten Adler. Siegel von 1800 zeigt Adler mit Brustschild, zu beiden Seiten des Adlerkopfes je eine Kirche, Brustschild zeigt unter den Buchstaben F.T. eine Hirschtange. Siegel aus der zweiten Hälfte des 19. Jahrhunderts zeigt Adler, dessen Brust mit drei Hirschstangen belegt ist. Wappen und Flagge im Jahre 1904 festgelegt: „In Gold (Gelb) ein schwarzer Adler, belegt mit einem goldenen (gelben) Brustschild, worin drei liegende schwarze Hirschstangen übereinander.“ Flagge: Blau-Gelb. |
| Tuttlingen             |        | Ältestes Siegel aus der Zeit um 1400 und älteste farbige Wappendarstellung von 1536 zeigen württembergische Hirschstangen. Württembergisches Wappen seit Ende des 16. Jahrhunderts in größeren silbernen Schild gesetzt: „In goldenem (gelbem), silbern (weiß) bordiertem Schild drei liegende schwarze Hirschstangen übereinander.“ Flagge: Blau-Gelb. |

## Flaggen der Gemeinden im Landkreis Tuttlingen
| Gemeinde               | Flagge | Kommentare |
| Aldingen               |        | Ältestes Siegel von 1797 zeigt Laubbaum mit auf dem Stamm quer aufgelegter Hirschstange, unter dem Baum zwei Zweige schräggekreuzt, vier Sterne um Baum verteilt. Wappen ohne Hirschstange, Zweige und Sterne im Jahre 1930 festgelegt. Flagge am 17. August 1970 vom Innenministerium verliehen: „In Gold (Gelb) auf grünem Boden eine grüne Linde.“ Flagge: Grün-Gelb. |
| Bärenthal              |        | Wappen vom Gemeinderat im Jahre 1954 angenommen. Wappen und Flagge am 8. Mai 1957 vom Innenministerium verliehen: „In geteiltem Schild oben in Gold (Gelb) ein schreitender blauer Bär, unten in Blau der goldene (gelbe) Kleinbuchstabe b, dessen Schaft in ein Kreuz ausläuft.“ Flagge: Blau-Gelb. |
| Balgheim               |        | Wappen ab 1931 geführt, heutige Tingierung im Jahre 1934 festgelegt. Flagge am 20. März 1968 vom Innenministerium verliehen: „In geteiltem Schild oben in Blau zwei silberne (weiße) Lilien nebeneinander, unten in Gold (Gelb) ein schwarzes Rautengitter.“ Flagge: Weiß-Blau. |
| Bubsheim               |        | Wappenbild in Siegel von 1762, Wappen im Jahre 1933 angenommen. Flagge am 20. März 1968 vom Innenministerium verliehen: „In Silber (Weiß) eine bewurzelte grüne Buche.“ Flagge: Grün-Weiß. |
| Böttingen              |        | Wappen und Flagge am 19. August 1965 vom Innenministerium verliehen: „In Rot eine Silberdistel mit silberner (weißer) Blüte und vier strahlenförmig schräggestellten goldenen (gelben) Blättern.“ Flagge: Weiß-Rot. |
| Buchheim               |        | Wappen im Jahre 1905 angenommen: „In Silber (Weiß) auf grünem Boden ein von einer roten Mauer umgebener roter Turm.“ Flagge: Rot-Weiß. |
| Deilingen              |        | Wappen am 2. Juni 1927 angenommen. Flagge am 31. Mai 1967 vom Innenministerium verliehen: „In Rot ein silberner (weißer) Balken, darin ein schwarzer Maurerhammer, begleitet von zwei schwarzen Tannen.“ Flagge: Weiß-Rot. |
| Denkingen              |        | Goldener Wappenschild mit Tatzenkreuz in Siegel von 1939. Heutiges Wappen seit dem 1. Januar 1957 in Verwendung. Flagge am 27. Dezember 1967 vom Innenministerium verliehen: „Von Schwarz, Gold (Gelb) und Rot zweimal schräglinks geteilt, in Gold (Gelb) ein schwarzes Tatzenkreuz.“ Flagge: Rot-Gelb. |
| Dürbheim               |        | Nach links springender Hirsch in Wappenschild und Doppeladler als Schildhalter in Siegel von 1844. Heutiges Wappen seit 1930. Flagge am 20. September 1967 vom Innenministerium verliehen: „In Silber (Weiß) ein springender roter Hirsch.“ Flagge: Rot-Weiß. |
| Durchhausen            |        | Wappenbild ohne Tingierung im Jahre 1930 angenommen. Wappen und Flagge am 14. Dezember 1961 vom Innenministerium verliehen: „In Silber (Weiß) auf grünem Boden ein dreigiebeliges rotes Torhaus mit drei offenen Durchfahrten.“ Flagge: Rot-Weiß. |
| Egesheim               |        | Egge in Siegel von 1747. Wappen am 10. Januar 1958 vom Innenministerium verliehen: „In Rot eine schräglinks gestellte silberne (weiße) Egge, oben rechts ein sechsstrahliger goldener (gelber) Stern.“ Flagge: Weiß-Rot. |
| Emmingen-Liptingen     |        | Schrägbalken und Sterne aus dem 1900 angenommen Wappen von Emmingen ab Egg, Hirschstange aus dem 1895 geschaffenen Wappen von Liptingen. Wappen am 14. Juni 1978 vom Landratsamt Tuttlingen verliehen: „Unter goldenem (gelbem) Schildhaupt, worin eine vierendige blaue Hirschstange, in Schwarz ein goldener (gelber) Schrägbalken, begleitet von zwei silbernen (weißen) Sternen.“ Flagge: Blau-Gelb. |
| Frittlingen            |        | Wappen im Jahre 1935 angenommen. Wappen und Flagge am 29. August 1967 vom Innenministerium verliehen: „In geteiltem Schild oben von Rot und Silber (Weiß) zweimal gespalten und zweimal geteilt, unten in Silber (Weiß) der schwarze Großbuchstabe F (in Fraktur).“ Flagge: Weiß-Rot. |
| Gosheim                |        | Heutiges Wappenbild in Vogtgerichtssiegel von 1773. Wappen von 1930 zeigt in Rot einen mit vier roten Ringen belegten silbernen Balken, oben und unten beseitet von einem grünen Palmzweig; über dem Schild ein gewappneter silberner Arm, einen silbernen Ölzweig haltend, zu beiden Seiten des Schilds an silbernen Haken eine aus sechs roten Ringen bestehende Kette. Heutiges Wappen mit Flagge am 8. Mai 1957 vom Innenministerium verliehen: „In Rot ein silberner (weißer) Pfahl, belegt mit einer aus dem rechten Rand des Pfahls hervorgehenden roten Linkhand, die einen roten Schwurstab hält.“ Flagge: Rot-Weiß. |
| Gunningen              |        | Wappen in Bürgermeister- und Schultheißenamtsiegel von 1925. Flagge am 21. Februar 1968 vom Innenministerium verliehen: „In Blau ein schräggestellter silberner (weißer) Karpfen.“ Flagge: Weiß-Blau. |
| Hausen ob Verena       |        | Wappenschild mit einem mit Hirschstange belegten Balken, darunter ein nach links schwimmender Karpfen, in Siegel von 1770. Heutiges Wappenbild in Siegel aus den 1930er Jahren. Wappen und Flagge am 17. Oktober 1963 vom Innenministerium verliehen: „In Gold (Gelb) eine rote Laubkrone, daraus wachsend ein nach links gekehrter blauer Karpfen, der eine nach links abhängende, vierendige schwarze Hirschstange im Maul hält.“ Flagge: Blau-Gelb. |
| Immendingen            |        | Wappen in Siegeln seit 1901: „In geteiltem Schild oben in Silber (Weiß) ein wachsender roter Löwe, unten von Blau und Silber (Weiß) dreimal geteilt.“ Flagge: Blau-Weiß. |
| Irndorf                |        | Wappen in den Jahren 1947/48 geschaffen, am 6. Juli 1948 vom Innenministerium Württemberg-Hohenzollern verliehen. Flagge am 29. August 1967 vom Innenministerium verliehen: „In geteiltem Schild oben in Schwarz zwei schräggekreuzte silberne (weiße) Beile, unten in Silber (Weiß) auf grünem Dreiberg drei grüne Ähren.“ Flagge: Grün-Weiß. |
| Kolbingen              |        | Wappen am 2. Februar 1968 vom Innenministerium verliehen: „In Rot eine silberne (weiße) Zickzackleiste, begleitet oben von zwei, unten von einem schräg gestellten silbernen (weißen) Lindenblatt.“ Flagge: Weiß-Rot. |
| Königsheim             |        | Initiale K und zwei Obstbaumzweige mit je einem Apfel in Schultheißenamtssiegel von 1930, Wappenschild mit Siegelbild in Gemeindesiegel von 1939. Wappen und Flagge am 2. Oktober 1958 vom Innenministerium verliehen: „In Blau unter einer goldenen (gelben) Krone zwei mit den Stielen zusammengewachsene goldene (gelbe) Äpfel mit einem goldenen (gelben) Blatt.“ Flagge: Gelb-Blau. |
| Mahlstetten            |        | Wappen im Jahre 1967 geschaffen. Wappen und Flagge am 26. Oktober 1967 vom Innenministerium verliehen: „In geteiltem Schild oben in Gold (Gelb) ein blauer Ring mit Stein, unten in Blau ein unterhalbes, vierspeichiges goldenes (gelbes) Mühlrad an der Teilung.“ Flagge: Blau-Gelb. |
| Neuhausen ob Eck       |        | Wappen und Flagge am 10. Juni 1968 vom Innenministerium verliehen: „Unter goldenem (gelbem) Schildhaupt, worin eine schwarze Hirschstange, in Rot ein aus dem Unterrand emporkommendes goldenes (gelbes) Haus.“ Flagge: Gelb-Rot. |
| Reichenbach am Heuberg |        | Heutiges Wappenbild in ovalem Schild im Siegel seit etwa 1820. Wappen und Flagge am 20. März 1963 vom Innenministerium verliehen: „In Rot ein schräglinker silberner (weißer) Wellenbalken, beiderseits begleitet von je einem achtstrahligen silbernen (weißen) Stern.“ Flagge: Weiß-Rot. |
| Renquishausen          |        | Wappen vom Anfang des 20. Jahrhunderts, basierend auf Schultheißenamtssiegel von 1821, zeigt in Rot den schwarzen Großbuchstaben R, auf dem Schild stehend einen Hahn in natürlichen Farben. Wappen von 1936 zeigt in von Silber und Rot geteiltem Schild im unteren Feld einen silbernen Hahn, Teilungslinie später nach oben geschoben. Wappen mit Flagge am 11. Mai 1965 vom Innenministerium neu verliehen: „Unter silbernem (weißem) Schildhaupt in Rot ein stehender silberner (weißer) Hahn.“ Flagge: Weiß-Rot. |
| Rietheim-Weilheim      |        | Schwarze Hirschstange in Gold im 1965 verliehen Wappen von Rietheim. Wappen am 29. Juni 1979 genehmigt: „In gespaltenem Schild vorn in Gold (Gelb) drei rechtshin liegende schwarze Hirschstangen, hinten in Silber (Weiß) ein halbes, durchgehendes rotes Kreuz am Spalt.“ Flagge: Schwarz-Gelb. |
| Seitingen-Oberflacht   |        | Wappen des Hochstifts Konstanz in verwechselten Farben im vorderen Feld des seit 1956 geführten Wappen von Seitingen, goldene Leier im blauen Feld im 1963 verliehenen Wappen von Oberflacht. Wappen und Flagge am 9. März 1977 vom Landratsamt Tuttlingen verliehen: „In gespaltenem Schild vorn in Silber (Weiß) ein durchgehendes rotes Kreuz, hinten in Blau eine goldene (gelbe) Leier.“ Flagge: Gelb-Blau. |
| Talheim                |        | Tanne und linksgewendetes Rind im ovalen Siegelfeld auf Boden in Schultheißenamtssiegel von 1930. Wappen im Jahre 1964 in Zeichnung und Tingierung festgelegt. Wappen und Flagge am 3. November 1964 vom Innenministerium verliehen: „In Gold (Gelb) eine bewurzelte grüne Tanne, deren Stamm von einem stehenden roten Rind überdeckt ist.“ Flagge: Rot-Gelb. |
| Wehingen               |        | Seit 1930 das Wappen der Herren von Wehingen geführt (In Blau ein silberner Zickzackbalken.), Adlerflügel im Jahre 1961 hinzugefügt. Flagge am 29. August 1967 vom Innenministerium verliehen: „In Blau über erniedrigtem silbernen (weißen) Zickzackbalken (drei Zacken unten) ein mit einem blauen Zickzackbalken belegter silberner (weißer) Flügel.“ Flagge: Weiß-Blau. |
| Wurmlingen             |        | Lindwurm in Siegeln von 1930. Wappen mit Tingierung im Jahre 1935 festgelegt, am 27. Juli 1967 vom Innenministerium verliehen: „In Gold (Gelb) ein nach links gekehrter feuerspeiender schwarzer Lindwurm.“ Flagge: Schwarz-Gelb. |